# Četena Ravan
Četena Ravan – wieś w Słowenii, w gminie Gorenja vas-Poljane. W 2018 roku liczyła 51 mieszkańców.